# Kristina Novak
Kristina Novak (* 3. August 2000 in Ljubljana) ist eine slowenische Tennisspielerin.

## Karriere
Novak begann mit fünf Jahren das Tennisspielen und bevorzugt Hartplätze. Sie spielt bislang auf der ITF Juniors World Tennis Tour und der ITF Women’s World Tennis Tour, wo sie bislang sechs Titel im Doppel gewinnen konnte.

## College Tennis
Novak spielte bis 2022 für die Huskers der University of Nebraska. Seit 2022 spielt sie für die Cowgirls der Oklahoma State University.

## Turniersiege

### Doppel
| Nr. | Datum             | Turnier  | Kategorie   | Belag             | Partnerin        | Finalgegnerinnen                      | Ergebnis         |
| --- | ----------------- | -------- | ----------- | ----------------- | ---------------- | ------------------------------------- | ---------------- |
| 1.  | 15. Dezember 2018 | Solarino | ITF $15.000 | Teppich           | Veronika Erjavec | Melissa Morales Kirsten-Andrea Weedon | 6:3, 7:64        |
| 2.  | 21. Dezember 2018 | Ortisei  | ITF $15.000 | Hartplatz (Halle) | Veronika Erjavec | Simona Waltert Verena Hofer           | 6:4, 7:5         |
| 3.  | 4. November 2023  | Norman   | ITF W15     | Hartplatz (Halle) | Lucia Peyre      | Romana Čisovská Emma Staker           | 6:3, 6:2         |
| 4.  | 27. Juli 2024     | Brežice  | ITF W15     | Sand              | Lisa Zaar        | Wiktorija Borodulina Emma Slavíková   | 6:2, 6:2         |
| 5.  | 19. April 2025    | Koper    | ITF W75     | Sand              | Ivana Šebestová  | Julija Awdejewa Jekaterina Maklakowa  | 7:5, 0:6, [10:6] |
| 6.  | 31. Mai 2025      | Otočec   | ITF W50     | Sand              | Denisa Hindová   | Carolyn Ansari Mana Kawamura          | 6:3, 3:6, [10:8] |